# Аргуновський
Аргуновський (рос. Аргуновский) — селище в Вельському районі Архангельської області Російської Федерації.
Населення становить 754 особи. Входить до складу муніципального утворення Аргуновське муніципальне утворення.

## Історія
Від 1937 року належить до Архангельської області.
Від 2004 року належить до муніципального утворення Аргуновське муніципальне утворення.

## Населення
| 2002 | 2010 | 2012 | 2014 |
| ---- | ---- | ---- | ---- |
| 669  | ↗728 | ↗781 | ↘754 |